# Niedere Geodäsie
Die niedere Geodäsie (auch angewandte Geodäsie, praktische Geodäsie, Stück- oder Detailvermessung, früher auch praktische Geometrie; engl.: surveying) beschäftigt sich mit der Vermessung von Teilen der Erdoberfläche.
Der Begriff wurde von Friedrich Robert Helmert (1843–1917) geprägt. Er teilte die Geodäsie in die niedere Geodäsie und die höhere Geodäsie ein, die sich mit der Vermessung der ganzen Erde einschließlich der Bestimmung des Erdschwerefelds beschäftigt.
Da in der niederen Geodäsie nur begrenzte Teile der Erde vermessen und kartiert werden, kann innerhalb dieser kleinen Messgebiete die Erdkrümmung oft vernachlässigt werden und folglich mit kartesischen Koordinatensystemen (UTM, Gauß-Krüger, Soldner) sowie ohne Streckenreduktion oder einem für das Messgebiet einheitlichen Maßstabsfaktor gearbeitet werden.
Im Jahr 1852 veröffentlichte Friedrich Hartner die erste Auflage seines Hand- und Lehrbuchs der niederen Geodäsie. Dieses Buch wurde bis 1921 zumindest elfmal überarbeitet, erweitert und neu aufgelegt. Hartner zeichnete für die ersten vier Ausgaben bis 1872 verantwortlich, spätere Fassungen wurden von Eduard Dolezal und Josef Wastler übernommen. Die erste Auflage umfasste rund 600 Seiten, die Ausgabe von 1921 wurde in zwei Bänden mit insgesamt über 1100 Seiten veröffentlicht.